# The Bleeding Heart Band
The Bleeding Heart Band es el nombre que Roger Waters dio a su banda de acompañamiento durante un breve período carrera en solitario post-Pink Floyd.
Aunque Waters lanzó The Pros and Cons of Hitch Hiking en 1984, y estuvo de gira como artista en solitario para la promoción de ese álbum (con una banda no identificada de apoyo), seguía siendo un miembro de Pink Floyd, y no dejaría el grupo hasta finales de 1985.
Su primera música como un exmiembro de Pink Floyd fueron sus varias contribuciones a la banda sonora de When the Wind Blows.
Fue esta banda sonora la primera aparición de "The Bleeding Heart Band".

## Personal
El personal original en la banda sonora de When the Wind Blows:
- Roger Waters: Bajo, guitarra acústica, voz
- Jay Stapley: Guitarra
- Snowy White: Guitarra
- John Gordon: Bajo
- Matt Irving: Teclados, órgano
- Nick Glennie-Smith: Piano, órgano
- John Linwood: Linn programación
- Freddie Krc: Batería, percusión
- Mel Collins: Saxofón
- Clare Torry: Voz
- Paul Carrack: Teclados, voz

La formación de la banda cambió indistintamente en la grabación de Radio K.A.O.S. y en su posterior gira.
- Roger Waters - Voz, bajo y guitarra acústica
- Andy Fairweather-Low - Guitarra, bajo y coros
- Jay Stapley - Guitarra líder y coros
- Paul Carrack - Teclados y voz
- Graham Broad - Batería y percusión
- Mel Collins - Saxofón
- Doreen Chanter - Coros
- Katie Kissoon - Coros
- Clare Torry - Voz principal en "The Great Gig in the Sky", en solo dos conciertos de la gira

## The Wall, Berlín 1990
Cuando The Wall se presentó en Berlín en 1990 para recaudar fondos para el charity Memorial Fund for Disaster Relief (fondo memorial de la caridad para el alivio de desastres), el espectáculo contó con un gran número de artistas internacionales, así como Roger Waters y The Bleeding Heart Band, que actuó como la banda 
principal de la noche, y provisionó música para las voces adicionales.
The Bleeding Heart Band también tuvo algunos miembros adicionales, tales como Rick DiFonzo en la guitarra, y Peter Wood en los teclados. También estuvo presente el cuarteto vocal de Joe Chemay, Jim Farber, Jim Haas, y John Joyce, retomando su papel en la grabación y gira de The Wall.
Se desconoce si los cuatro fueron considerados miembros oficiales de The Bleeding Heart Band.

## Últimos años
Aparentemente, The Wall - Live in Berlin, uno de los conciertos con más asistencia de la historia, fue también el último hurra de The Bleeding Heart Band, ya que desde entonces Waters abandonó el nombre, a pesar de que varios de los miembros (como Broad, White, Fairweather-Low, o la corista Katie Kissoon) forman parte de su banda actual.